# 司氏䱀
司氏䱀（学名：Liobagrus styani）为輻鰭魚綱鯰形目钝头鮠科䱀属的鱼类，是中国的特有物种。分布于长江中、下游水系等。该物种的模式产地在湖北。